# Harthill Castle

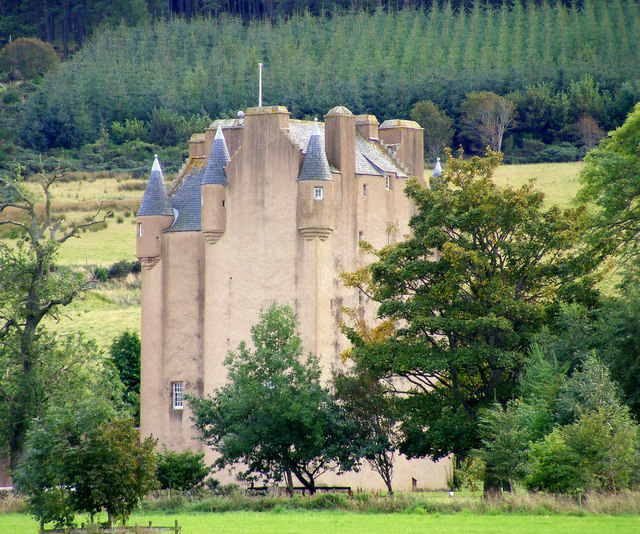
Harthill Castle

Harthill Castle, auch Torries Castle, ist ein Tower House nahe der schottischen Ortschaft Oyne in der Council Area Aberdeenshire. 1972 wurde das Bauwerk in die schottischen Denkmallisten in der höchsten Denkmalkategorie A aufgenommen. Eine ehemalige zusätzliche Einstufung als Scheduled Monument wurde zwischenzeitlich aufgehoben.

## Beschreibung
Im Jahre 1523 zählte das Lehen Harthill zu den Besitztümern der Leiths. Harthill Castle entstand im Laufe des 17. Jahrhunderts. Anhand eines in der Vergangenheit beschriebenen, im Zuge einer Restaurierung zwischen 1975 und 1978 verloren gegangenen Steins, welcher die Jahresangabe 1601 trug, kann dieses Jahr als Baujahr angenommen werden. Jedoch kommt auch 1638 als Baujahr in Betracht.
Das Tower House steht isoliert an einem leichten Hang rund 1,5 Kilometer südöstlich von Oyne. Östlich passiert der kleine Bach Torries Burn, der 2,5 Kilometer nordöstlich in den Urie mündet, den Wehrturm. Ein kurzes Stück südlich erhebt sich der Höhenzug Bennachie. Wurde das Tower House mit Z-förmigem Grundriss 1972 als unbedachte Ruine beschrieben, so ist es seit seiner Restaurierung wieder bewohnt.
Aus dem südwestlichen Innenwinkel des vierstöckigen Bruchsteinbaus tritt ein runder Turm heraus, während sich im nordöstlichen Innenwinkel ein Turm mit quadratischem Grundriss befindet. Aus den Kanten des Tower House kragen Ecktourellen aus. In das Mauerwerk sind verschiedentlich Schießscharten eingelassen. Das Erdgeschoss ist als Gewölbe ausgeführt.
Einst umgab ein Burggraben Harthill Castle, dessen Verlauf heute jedoch nicht mehr erkennbar ist. Fragmente der historischen Wehrmauer mit dem Torhaus sind erhalten.